# Divčibare
Divčibare (en serbe cyrillique : Дивчибаре) est une ville de Serbie située sur le territoire de la Ville de Valjevo, district de Kolubara. Au recensement de 2011, elle comptait 134 habitants.
Divčibare est officiellement classé parmi les villes de Serbie (gradsko naselje).

## Géographie
Divčibare, situé à 38 km de Valjevo, est une station de montagne réputée, située sur le mont Maljen, à 980 m d'altitude. 
Le climat local est tempéré et le village est connu pour la richesse de sa flore et de sa faune, pour ses sources et ses ruisseaux. À proximité se trouve une cascade qui est la seconde en importance de Serbie (30 m). Les montagnes alentour sont couvertes de neige trois ou quatre mois chaque année. Pour toutes ces raisons, Divčibare constitue un des centres touristiques les plus populaires de Serbie.

## Histoire
En vertu de son climat, le prince Miloš Obrenović avait fait de Divčibare un de ses lieux de villégiature préféré.

## Démographie

### Évolution historique de la population
| 1948 | 1953 | 1961 | 1971 | 1981 | 1991 | 2002 | 2011 |
| ---- | ---- | ---- | ---- | ---- | ---- | ---- | ---- |
| 39   | 43   | 58   | 64   | 172  | 130  | 235  | 134  |

|  |

## Tourisme
À partir du village, on peut visiter Valjevo, le centre d'attractions et la grotte de Petnica, l'église de l'Assomption de la Vierge Marie, le village de Brankovina et le monastère de Pustinja. La station thermale de Vrujci est située aux pieds du mont Suvobor, dans la vallée de la Toplica.